# Electric Sun (альбом)
Electric Sun — одинадцятий студійний альбом ірландського альтернативного електронного гурту VNV Nation. Він був випущений 28 квітня 2023 року в Європі на лейблі Anachron Sounds і в Америці на лейблі Metropolis. VNV Nation випустила два сингли для альбому: «Before the Rain» 21 лютого 2023 року і «Wait» 14 квітня 2023 року, а на «Wait» було знято власне музичне відео, що зробило його другим офіційним відеокліпом VNV Nation.

## Фон
Реліз альбому був запланований на березень, але був відкладений на 14 квітня 2023 року, а згодом був відкладений на 28 квітня 2023 року. Аргументація VNV Nation щодо відкладеного випуску була з посиланням на «непередбачений глобальний дефіцит постачання, енергії та робочої сили, який серйозно вплинув на європейське виробництво наприкінці 2022 року та в перші місяці 2023 року».

## Просування

### Тур
У квітні 2022 року VNV Nation оголосила про тур Electric Sun разом з альбомом, який розпочався в Данії 23 лютого 2023 року та завершився в Глазго 28 травня 2023 року.
13 червня 2023 року було офіційно оголошено про північноамериканську частину туру Electric Sun, яка розпочнеться в Детройті 4 жовтня 2023 року та закінчиться в Мехіко 31 жовтня 2023 року.
Через кілька скасувань під час етапу 2023 року було оголошено етап 2024 року, який склав остаточні дати туру Electric Sun, який розпочався в Тампі 29 березня 2024 року та закінчився в Лас-Вегасі 27 квітня 2024 року.
Тур був загалом добре сприйнятий критиками, причому найбільше похвали було надано освітленню та «високоенергетичному» виступу як гастролюючого гурту, так і Ронана Гарріса.

### Маркетинг
Electric Sun також був випущений у кількох форматах, включаючи LP, CD та цифрові версії. Було також доступно обмежене видання компакт-диска медіабук і спеціальне золоте вінілове видання, включно з ексклюзивним вмістом, таким як 28-сторінковий буклет з обкладинками, текстами пісень і примітками.

## Реакція
«Electric Sun» отримав надзвичайно позитивні відгуки критиків після його виходу. AllMusic підкреслив поєднання в альбомі електронних та індустріальних елементів, зазначивши, що він продемонстрував здатність VNV Nation розвивати свій звук, зберігаючи при цьому свою основну естетику". Scene Point Blank оцінив тематичну глибину альбому та сильні продюсерські цінності, підкреслюючи його згуртованість та привабливість треків". Reflections of Darkness високо оцінили динамічний діапазон і емоційний вплив альбому, наголошуючи на поєднанні оркестрових елементів і електронних ритмів. Synthpop Fanatic високо оцінив альбом за потужні тексти та атмосферне виробництво, описавши його як видатний у дискографії VNV Nation.

## Трек-лист
Автор музики і слів Ronan Harris. 
| #     | Назва              | Тривалість |
| ----- | ------------------ | ---------- |
| 1.    | «Electric Sun»     | 6:44       |
| 2.    | «Before the Rain»  | 4:45       |
| 3.    | «The Game»         | 4:15       |
| 4.    | «Invictus»         | 4:34       |
| 5.    | «Artifice»         | 4:56       |
| 6.    | «In the Temple»    | 4:46       |
| 7.    | «Prophet»          | 5:42       |
| 8.    | «Wait»             | 7:27       |
| 9.    | «At Horizon's End» | 5:29       |
| 10.   | «Run»              | 6:24       |
| 11.   | «Sunflare»         | 5:33       |
| 12.   | «Under Sky»        | 2:57       |
| 63:32 |                    |            |

## Персонал
- Ронан Гарріс — вокал, програмування, зведення

Інша допомога
- Бенджамін Мандіглер — асистент з відстеження голосу
- Бенджамін Лоренц — зведення та мастеринг
- Андре Вінтер — додаткова постановка на 2, 4, 5, 8, 9

## Чарти
| Діаграма (2023) | пік положення |
| --------------- | ------------- |
| 54              |               |
| 4               |               |
| 98              |               |